# Brian Simpson (Politiker)

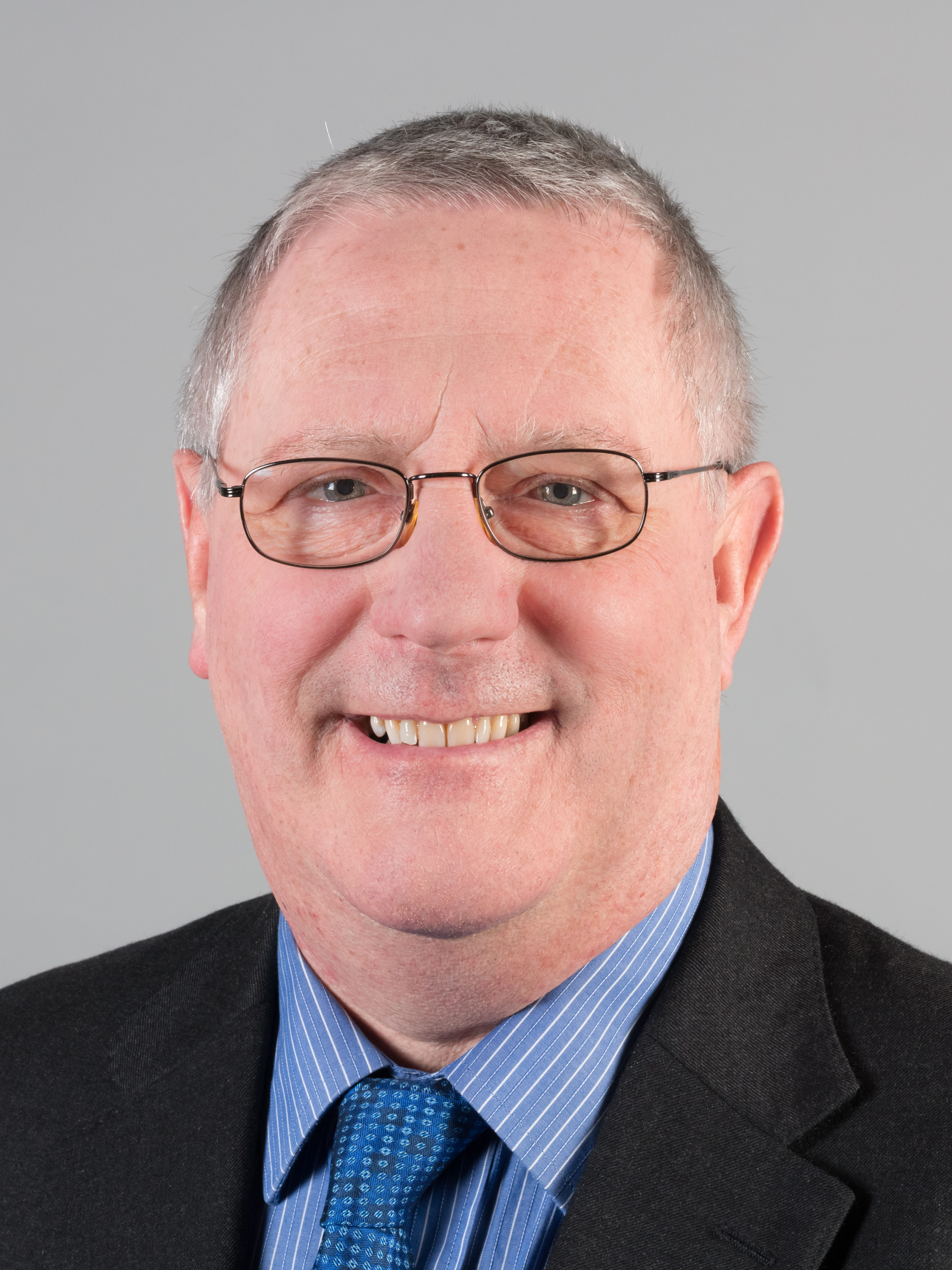
Brian Simpson, 2014

Brian Simpson (* 6. Februar 1953 in Leigh) ist ein britischer Politiker und war Mitglied des Europäischen Parlaments für die Labour Party, als Mitglied der Sozialdemokratischen Partei Europas.

## Leben
Simpson erhielt 1974 am West Midlands College of Education sein Diplom in Erziehungswissenschaft und war anschließend bis 1989 in Liverpool als Lehrer tätig.
1981 bis 1986 war er Mitglied im Grafschaftsrat von Merseyside, sowie stellvertretender Vorsitzender des Liverpool Airports. 1987 bis 1991 war Simpson Mitglied im Stadtrat von Warrington. Seit 1997 ist er Mitglied des britischen Parlaments. Simpson war parlamentarischer Privatsekretär des ehemaligen stellvertretenden britischen Premierministers, John Prescott.
Simpson ist verheiratet und Vater dreier Kinder.

## MdEP für das Vereinigte Königreich
Bei der Europawahl 1989 wurde Simpson erstmals in das Europäische Parlament gewählt, dessen Mitglied er bis zur Europawahl 2004 auch blieb.
Als Terence Wynn 2006 aus dem Europäischen Parlament ausschied, rückte Simpson am 28. August für ihn nach, bei der Europawahl im Vereinigten Königreich 2009 konnte er erneut ein Mandat gewinnen. Er gehört der sozialdemokratischen Fraktion S&D an und war von 2009 bis 2014 Vorsitzender im Ausschuss für Verkehr und Fremdenverkehr.

## Weitere Ämter
Von 2014 bis 2018 bekleidete Simpson die Funktion des Europäischen Koordinators für den Ausbau der Meeresautobahnen im Zuge der europäischen Verkehrspolitik.